# Erich Kolb (Tiermediziner)
Erich Kolb (geb. 7. April 1927 in Seibelsdorf; gest. 15. September 2004 in Leipzig) war ein deutscher Tierarzt, Professor für Biochemie und Dekan an der Veterinärmedizinischen Fakultät der Universität Leipzig.

## Leben
Kolb studierte an der Ludwig-Maximilians-Universität München Tiermedizin und promovierte zum Dr. med. vet. und Dr. rer. nat. 1956 nahm er einen Ruf in die DDR an und übernahm die Leitung des Veterinär-Physiologisch-Chemischen Instituts. Diese hatte er bis zu seiner Emeritierung im Jahr 1992 inne. 1957 wurde er 30-jährig für zwei Jahre Dekan sowie 1959 bis 1961 und 1963 bis 1965 Prodekan.
Seib Hauptforschungstätigkeit waren Stoffwechsel und Stoffwechselstörungen bei landwirtschaftlichen Nutztieren, Geflügel und Wildtieren. Er betreute sieben Habilitationen sowie mehr als 100 Dissertationen, Diplom- und Fachtierarztarbeiten. Kolb verfasste über 500 Einzelpublikationen und war Herausgeber, Autor und Mitautor von zwölf Lehr- und Handbüchern, vier Nachschlagewerken und vier populärwissenschaftlichen Büchern.

## Ehrungen
Erich Kolb erhielt 1991 die Ehrendoktorwürde der Ökologischen Universität Bukarest. Er war Ehrenmitglied der Ungarischen Gesellschaft für Physiologie. Auf dem Gelände der Veterinärmedizinischen Fakultät der Universität Leipzig erinnert eine von Studenten des Matrikels 1984 gestiftete Bronzebüste an ihn.

## Werke

### Wissenschaftliche
- Erich Kolb, Herbert Gürtler: Ernährungsphysiologie der landwirtschaftlichen Nutztiere. Jena 1971
- Erich Kolb, Herbert Gürtler: Lehrbuch der Physiologie der Haustiere. G. Fischer, Stuttgart 1980 (5 Auflagen 1961–1989), auch ins Französische, Spanische und Portugiesische übersetzt
- Martin Schenck, Erich Kolb: Grundriss der Physiologischen Chemie, 2. bis 8. Auflage (1955–1990), auch 2 slowakische Auflagen
- Wirkstoff-Vademekum, Reihe Tierärztliche Praxis 1970
- Biochemie und Pathobiochemie der Fortpflanzung 1984

### Populärwissenschaftliche
- Milch, Fleisch, Eier, warum, woher, wie : Über Entstehung und Eigenschaften tierischer Produkte und ihren Anteil in einer gesunden Ernährung; Eiweiss, Energie, Wirkstoffe aus biochemischer Sicht. 1976
- Lebensvorgänge unter der Lupe, Urania 1979
- Vom Leben und Verhalten unserer Haustiere – Eine populärwissenschaftliche Einführung für Tierfreunde. 1984